# Мали на Светском првенству у атлетици на отвореном 2011.
Мали је учествовао на Светском првенству у атлетици на отвореном 2011. одржаном у Тегуу од 27. августа до 4. септембра. Репрезентацију Малија представљала су 2 такмичара (1 мушкарац и 1 жена), који су се такмичили у 2 дисциплине (1 мушка и 1 женска). , 
На овом првенству Мали није освојио ниједну медаљу, а постигнут по један национални и лични рекорд, као и један лични резултат сезоне.

## Учесници
| Мушкарци: - Муса Камара — 800 м | Жене: - Ђенебу Данте — 100 м |

## Резултати

### Мушкарци
| Атлетичар   | Дисциплина | Лични рекорд | Квалификације | Квалификације | Полуфинале | Полуфинале | Финале               | Финале       | Детаљи |
| Атлетичар   | Дисциплина | Лични рекорд | Резултат      | Место         | Резултат   | Место      | Резултат             | Место        | Детаљи |
| ----------- | ---------- | ------------ | ------------- | ------------- | ---------- | ---------- | -------------------- | ------------ | ------ |
| Муса Камара | 800 м      | 1:51,25 НР   | 1:46,38 НР    | 5. у гр. 3 кв | 1:48,15    | 7. у пф. 3 | Није се квалификовао | 22 / 43 (44) |        |

### Жене
| Атлетичарка  | Дисциплина | Лични рекорд | Квалификације | Квалификације | Четвртфинале | Четвртфинале | Полуфинале            | Полуфинале            | Финале                | Финале       | Детаљи |
| Атлетичарка  | Дисциплина | Лични рекорд | Резултат      | Место         | Резултат     | Место        | Резултат              | Место                 | Резултат              | Место        | Детаљи |
| ------------ | ---------- | ------------ | ------------- | ------------- | ------------ | ------------ | --------------------- | --------------------- | --------------------- | ------------ | ------ |
| Ђенебу Данте | 100 м      | 12,33        | 12,62 ЛРС     | 5. у гр. 2 кв | 12,32 ЛР     | 8. у чф. 3   | Није се квалификовала | Није се квалификовала | Није се квалификовала | 47 / 73 (75) |        |